# Ruostejärvi (sjö i Finland)
Ruostejärvi är en sjö i Finland. Den ligger i kommunen Tammela i landskapet Egentliga Tavastland, i den södra delen av landet, 90 km nordväst om huvudstaden Helsingfors. Ruostejärvi ligger 116,6 meter över havet. Arean är 1,74 kvadratkilometer och strandlinjen är 11,76 kilometer lång. Sjön  ingår i Kumo älvs huvudavrinningsområde.   I omgivningarna runt Ruostejärvi växer i huvudsak blandskog.
I övrigt finns följande vid Ruostejärvi:
- Leppilampi (en sjö)